# Jean Tobie Aurich
Jean Tobie Aurich est un homme politique français né et mort à une date inconnue.

## Biographie
Greffier du tribunal du Bas-Rhin, il est élu par ce département au Conseil des Cinq-Cents le 24 germinal an VII. Il est nommé commissaire près le tribunal civil de Wissembourg en 1800.

## Sources
- « Jean Tobie Aurich », dans Adolphe Robert et Gaston Cougny, Dictionnaire des parlementaires français, Edgar Bourloton, 1889-1891 [détail de l’édition]